# Муринский ручей
Му́ринский ручей — правый приток реки Охты в Санкт-Петербурге, Россия. Название получил от расположенной недалеко от устья деревни Мурино.

## Географические сведения
Длина 8,7 км, ширина от 5 до 30 м (в верховье, в районе прудов), преобладающая глубина 0,5—1 м (в прудах до 2—3 м). Скорость течения 0,15—0,2 м/с. Площадь водосборного бассейна — 41 км². В прудах водятся щука, окунь, плотва, карась.
Берёт начало в лесопарке «Сосновка», протекает на восток по территории Гражданки через Муринский парк и впадает в Охту в районе деревни Новой.

## История
Первоначально Муринский ручей вытекал из болотистого места, на котором в настоящее время находится сад Ивана Фомина с прудом, пополняемым подземными водами.
В 1960-е годы в районе Муринского ручья началось массовое жилищное строительство. Строителям пришлось засыпать немало прудов, болот и ручьёв. В виде следа гидросистемы этого ручья с его притоками остались пруд в саду Прометей на улице Ольги Форш и «Родниковое озеро» во дворе дома на углу Учительской улицы и Светлановского проспекта).
В 1970-х годах Муринский ручей вошёл в городской фольклор как граница между двумя районами новостроек: «ФРГ» («фешенебельный район Гражданки», на правом берегу) и «ГДР» («Гражданка дальше ручья», более новый район на левом берегу).
В 2018 году часть территории парка в пойме ручья была выделена правительством города под реализацию второй очереди спортивного комплекса; однако на публичных слушаниях проект был раскритикован местными жителями, хотя к этому времени компания-застройщик успела спилить часть берёзовой рощи. В июне 2020 года Городской суд Санкт-Петербурга удовлетворил иск защитников Муринского парка и признал недействующим постановление правительства, которым 2 гектара рекреационной зоны перевели в спортивную зону.
29 октября 2024 года на левом берегу Муринского ручья был торжественно открыт сквер Расула Гамзатова — новое общественное пространство было размещено между улицей Руставели и Октябрьской железной дорогой. В сквере располагаются детские и взрослые зоны отдыха, а также скульптурная композиция «Журавли».

## Экологические проблемы
Массовая застройка и сброс неочищенных бытовых стоков серьёзно нарушили экологию ручья, на несколько десятилетий превратив его среднее и нижнее течение в зловонную протоку. Ручей является практически единственным оставшимся в Петербурге открытым канализационным стоком, он впадает в реку Охту, и далее грязь течёт в Неву. На создание очистных сооружений у города не хватает денег.
Проблемы с экологией случаются и в верховье ручья. Например, весной 2010 года прорвало канализационные стоки и обнаружилась несанкционированная врезка в коллектор, что вызвало гибель рыбы и прекращение гнездования птиц.
По результатам исследования 2017 года воды ручья в соответствии с индексом УКИЗВ характеризуются как «очень грязные» (класс 4в).

## Сад Бенуа
У истоков Муринского ручья располагалась ферма Бенуа и проспект его имени (ныне Тихорецкий проспект), которая позже объединилась с небольшой фермой по другую сторону ручья. Администрацией и инвесторами Санкт-Петербурга были проведены реставрационные работы руины ферм Бенуа и прилегающего парка.